# Enrico Zampa
Enrico Zampa (Frascati, 18 marzo 1992) è un calciatore italiano, centrocampista del Matera.

## Caratteristiche tecniche
Centrocampista centrale con una buona qualità tecnica, a cui abbina un'ottima fase d'interdizione. Viene spesso chiamato in causa come rifinitore ai tempi della primavera della Lazio con il tecnico Alberto Bollini veniva spesso impiegato per battere le punizioni.

## Carriera

### Club

#### Lazio
Muove i primi passi nel calcio all'età di 10 anni. Cresciuto nel settore giovanile della Lazio, esordisce nel match di Europa League Lazio-Sporting Lisbona (2-0) del 14 dicembre 2011, entrando al posto del brasiliano Hernanes al minuto 73. Nella stessa stagione colleziona altre due presenze nella medesima competizione, esordendo anche in Serie A il 13 maggio 2012, nell'ultima gara di campionato vinta per 3-1 dalla Lazio sull'Inter.

#### Salernitana e i vari prestiti
Il 17 agosto 2012 la Lazio lo cede in comproprietà alla Salernitana, militante nella Lega Pro Seconda Divisione. Esordisce con la maglia granata il 9 settembre 2012 nella sconfitta di campionato contro il Chieti per 4-1. Il 12 maggio 2013, insieme alla Salernitana, conquista la promozione in Lega Pro Prima Divisione ed essendo arrivata prima nel girone B conquista il diritto di partecipare alla Supercoppa di Lega di Seconda Divisione contro la Pro Patria. Il 25 maggio 2013 con un totale di 5-1, tra andata e ritorno, la Salernitana vince la sua prima Supercoppa di Lega di Seconda Divisione. Il 18 giugno 2013 viene rinnovata la comproprietà tra Lazio e Salernitana, quindi Zampa rimarrà un altro anno in maglia granata e disputerà la Lega Pro Prima Divisione.
Il 21 gennaio 2014 viene ceduto in prestito alla FeralpiSalò. Esordisce il 26 gennaio successivo nella vittoria, per 1-0, contro la Pro Vercelli; subentrando, al minuto 59, al posto del compagno di squadra Andrea Cittadino. Conclude la stagione totalizzando 8 presenze con la maglia del FeralpiSalò e il 20 giugno 2014 la Lazio comunica di aver risolto in proprio favore la compartecipazione del giocatore.
Il 13 luglio viene ceduto, in prestito, al Trapani, militante in Serie B. Il 13 settembre successivo fa il suo esordio in Serie B in occasione della vittoria casalinga per 2-1 contro il Cittadella. Conclude il suo primo anno in Serie B con un bottino di 18 presenze.

#### Ternana ed Ancona
Il 12 agosto 2015 viene ceduto, a titolo definitivo, alla Ternana. L'esordio arriva 2 giorni più tardi in occasione del terzo turno di Coppa Italia perso, per 1-0, contro il Crotone. Conclude la sua prima stagione alla Ternana con un bottino di 18 presenze.
Il 31 agosto 2016 viene ceduto, a titolo definitivo, all'Ancona.

#### Monopoli
Il 4 luglio 2017 si trasferisce a titolo definitivo al Monopoli. Segna la prima rete con la maglia dei pugliesi il 23 gennaio 2019 in occasione della vittoria per 4-2 sul campo del Rende, designato per l'occasione anche come capitano in assenza dell'argentino Federico Scoppa.

#### Rieti
Il 2 settembre 2019 passa al Rieti. Disputa 22 gare segnando un gol, ma non basta ad evitare la retrocessione del club laziale.,

#### Potenza
Il 21 agosto 2020, il Monopoli comunica il trasferimento a titolo definitivo del centrocampista al Potenza Calcio. Dopo una prima stagione senza reti, segna il suo primo gol con i lucani il 3 ottobre 2021, nel pareggio per 1-1 contro la Vibonese. Tuttavia, il 31 dicembre successivo rescinde il contratto, dopo 36 presenze e 2 reti complessive.

#### Turris, Trapani e Brindisi
Ad inizio del 2022 si accasa alla Turris, squadra del girone C di Serie C, con la quale raggiunge le 200 presenze tra i professionisti.
Il 14 luglio 2022 il Trapani annuncia il ritorno del centrocampista in maglia granata, questa volta in Serie D. Per il calciatore, che ha firmato un biennale, si tratta della prima volta nella massima serie dilettantistica. Per motivi personali il centrocampista frascatense rescinde il contratto col club granata ed il 5 agosto il Brindisi comunica di aver acquisito i diritti delle sue prestazioni.

#### Siracusa e Matera
Il 23 settembre 2023 viene ufficializzato il suo passaggio al Siracusa, formazione militante nel campionato di Serie D, e nel novembre 2024 passa al Matera, diventandone il capitano.

### Nazionale
il 20 aprile 2012 viene convocato nell'Under-20 dal CT Luigi Di Biagio per la gara esterna contro la Danimarca vinta 3-1 a favore degli azzurrini.

## Statistiche

### Presenze e reti nei club
Statistiche aggiornate al 18 aprile 2024.
| Stagione           | Squadra            | Campionato         | Campionato | Campionato | Coppe nazionali | Coppe nazionali | Coppe nazionali | Coppe continentali | Coppe continentali | Coppe continentali | Altre coppe | Altre coppe | Altre coppe | Totale | Totale |
| Stagione           | Squadra            | Comp               | Pres       | Reti       | Comp            | Pres            | Reti            | Comp               | Pres               | Reti               | Comp        | Pres        | Reti        | Pres   | Reti   |
| ------------------ | ------------------ | ------------------ | ---------- | ---------- | --------------- | --------------- | --------------- | ------------------ | ------------------ | ------------------ | ----------- | ----------- | ----------- | ------ | ------ |
| 2010-2011          | Lazio              | A                  | 0          | 0          | CI              | 0               | 0               | -                  | -                  | -                  | -           | -           | -           | 0      | 0      |
| 2011-2012          | Lazio              | A                  | 1          | 0          | CI              | 0               | 0               | UEL                | 3                  | 0                  | -           | -           | -           | 4      | 0      |
| Totale Lazio       | Totale Lazio       | Totale Lazio       | 1          | 0          |                 | 0               | 0               |                    | 3                  | 0                  |             | 0           | 0           | 4      | 0      |
| 2012-2013          | Salernitana        | 2D                 | 20         | 0          | CI-LP           | 1               | 0               | -                  | -                  | -                  | SI-2D       | 2           | 0           | 23     | 0      |
| 2013-gen. 2014     | Salernitana        | 1D                 | 0          | 0          | CI+CI-LP        | 0+4             | 0+0             | -                  | -                  | -                  | -           | -           | -           | 4      | 0      |
| Totale Salernitana | Totale Salernitana | Totale Salernitana | 20         | 0          |                 | 0+5             | 0               |                    | -                  | -                  |             | 2           | 0           | 27     | 0      |
| gen.-giu. 2014     | Feralpisalò        | 1D                 | 8          | 0          | CI+CI-LP        | 0+0             | 0+0             | -                  | -                  | -                  | -           | -           | -           | 8      | 0      |
| 2014-2015          | Trapani            | B                  | 18         | 0          | CI              | 0               | 0               | -                  | -                  | -                  | -           | -           | -           | 18     | 0      |
| 2015-2016          | Ternana            | B                  | 17         | 0          | CI              | 1               | 0               | -                  | -                  | -                  | -           | -           | -           | 18     | 0      |
| ago. 2016          | Ternana            | B                  | 0          | 0          | CI              | 2               | 0               | -                  | -                  | -                  | -           | -           | -           | 2      | 0      |
| Totale Ternana     | Totale Ternana     | Totale Ternana     | 17         | 0          |                 | 3               | 0               |                    | -                  | -                  |             | -           | -           | 20     | 0      |
| 2016-2017          | Ancona             | LP                 | 34         | 0          | CI+CI-LP        | 2+3             | 0+1             | -                  | -                  | -                  | -           | -           | -           | 39     | 1      |
| 2017-2018          | Monopoli           | C                  | 24+1       | 0          | CI-C            | 2               | 0               | -                  | -                  | -                  | -           | -           | -           | 27     | 0      |
| 2018-2019          | Monopoli           | C                  | 28+1       | 2          | CI+CI-C         | 2+1             | 0               | -                  | -                  | -                  | -           | -           | -           | 32     | 2      |
| lug.-sett. 2019    | Monopoli           | C                  | 0          | 0          | CI+CI-C         | 3+0             | 0               | -                  | -                  | -                  | -           | -           | -           | 3      | 0      |
| Totale Monopoli    | Totale Monopoli    | Totale Monopoli    | 52+2       | 2          |                 | 7+1             | 0               |                    | -                  | -                  |             | -           | -           | 62     | 2      |
| sett. 2019-2020    | Rieti              | C                  | 22         | 0          | CI-C            | -               | -               | -                  | -                  | -                  | -           | -           | -           | 22     | 0      |
| ago. 2020-2021     | Potenza            | C                  | 22         | 0          | CI              | 1               | 0               | -                  | -                  | -                  | -           | -           | -           | 23     | 0      |
| giu-dic. 2021      | Potenza            | C                  | 11         | 2          | CI-C            | 1               | 0               | -                  | -                  | -                  | -           | -           | -           | 12     | 2      |
| Totale Potenza     | Totale Potenza     | Totale Potenza     | 33         | 2          |                 | 2               | 0               |                    | -                  | -                  |             | -           | -           | 35     | 2      |
| 2021-2022          | Turris             | C                  | 15         | 0          |                 | -               | -               | -                  | -                  | -                  | -           | -           | -           | 15     | 0      |
| 2022-dic. 2023     | Brindisi           | D                  | 10         | 2          | CI-D            | 1               | 0               | -                  | -                  | -                  | -           | -           | -           | 11     | 2      |
| dic. 2022-2023     | Turris             | C                  | 15         | 0          | CI-C            | -               | -               | -                  | -                  | -                  | -           | -           | -           | 15     | 0      |
| Totale Turris      | Totale Turris      | Totale Turris      | 30         | 0          |                 | 0               | 0               |                    | -                  | -                  |             | -           | -           | 30     | 0      |
| 2023-2024          | Siracusa           | D                  | 20         | 3          | CI-D            | 0               | 0               | -                  | -                  | -                  | -           | -           | -           | 20     | 3      |
| Totale carriera    | Totale carriera    | Totale carriera    | 245+2      | 6          |                 | 24              | 1               |                    | 3                  | 0                  |             | 2           | 0           | 276    | 7      |

## Palmarès

### Club

#### Competizioni nazionali
- Campionato italiano di Lega Pro Seconda Divisione: 1

Salernitana: 2012-2013
- Supercoppa italiana di Lega Pro Seconda Divisione: 1

Salernitana: 2013